# Петър Ломбард
Петър Ломбард (известен също като Пиер Ломбар, Петър Ломбардец или Петрус Ломбардус) се ражда около 1096 година и умира на 21 или 22 август 1160 година. Той е италиански схоластически теолог, служи като епископ на Париж и става автор на Четири книги на сентенциите — произведение, което се утвърждава като основен учебник по теология през Средновековието. Благодарение на този труд, той получава почетното прозвище Майстор на сентенциите (Magister Sententiarum).

## Биография
Петър Ломбард се ражда в Лумелоньо – тогава селска община, а днес квартал на град Новара в Пиемонт, северозападна Италия. Той произхожда от бедно семейство и се ражда вероятно между 1095 и 1100 година.
Образованието си започва в Италия – в катедралните училища на Новара и Лука, както и в Университета в Болоня. Благодарение на покровителството на епископ Одо от Лука, който го препоръчва на Бернар от Клерво, Петър получава възможност да замине за Франция и да продължи обучението си в Реймс и Париж. В Реймс той учи в катедралното училище, където преподават магистър Алберих и Лутолф от Новара. Около 1134 година пристига в Париж, където Бернар го препоръчва на канониците на църквата „Сен Виктор“.
През следващото десетилетие Петър преподава в катедралното училище на „Нотр Дам“ в Париж, където влиза в контакт с водещите теолози на времето, включително Пиер Абелар и Хюго от Сен Виктор. Няма сигурни сведения за неговата дейност до 1142 година, когато вече е признат като преподавател и автор. Около 1145 става магистър (професор) в катедралното училище на „Нотр Дам“. Начинът, по който преживява до тогава, остава неясен, но след това получава доходи от преподаване и каноническа служба.
Методът му на преподаване бързо печели признание и канониците на „Нотр Дам“ го канят да се присъедини към тях. До 1144 вече го смятат за изтъкнат теолог. Това е особено впечатляващо, защото в онези години канониците са почти изцяло хора от аристократични среди – роднини на Капетингите или свързани с кралската власт. Петър, от друга страна, няма нито богати роднини, нито църковни или политически покровители във Франция, така че приемането му се дължи единствено на неговите академични заслуги.
През 1147 година Петър става поддякон. Същата година вероятно присъства на консисторията в Париж и със сигурност участва в събора в Реймс през 1148 г., свикан от папа Евгений III, където подписва акта за осъждане на ученията на Жилбер от Поатие.
След 1150 година той става дякон, а по-късно и архидякон – вероятно още през 1152 година. Преди 1156 година е ръкоположен за свещеник. На 28 юли 1159 година, в празника на св. Петър и Павел, той е ръкоположен за епископ на Париж. Според някои съвременници, като Валтер от Сен Виктор, Петър получава длъжността чрез симония (търговия с църковни длъжности). По-широко разпространената версия обаче гласи, че Филип, по-малкият брат на крал Луи VII и тогавашен архидякон, е избран от канониците, но отстъпва поста в полза на своя учител – Петър Ломбард.
Епископското му служение трае кратко – Петър умира на 21 или 22 август 1160 година в Париж. Не оставя почти никакви епископски актове, затова малко се знае за неговия административен стил. Наследен е от Морис дьо Сюли – строителя на катедралата „Нотр Дам“ . Гробът на Ломбард в църквата „Сен Марсел“ в Париж е унищожен по време на Френската революция, но надписът върху надгробната му плоча е запазен в препис.

## Творчество
Петър Ломбард пише тълкувания върху Псалмите и Посланията на апостол Павел, но безспорно най-известното му произведение се оказва Четирите книги на сентенциите (Libri Quatuor Sententiarum). Това съчинение се утвърждава като основен учебник по богословие в средновековните университети. Още от 1220-те години и чак до XVI век, никое друго християнско произведение – с изключение на самата Библия – не е коментирано толкова често. Дори Summa Theologiae на Тома Аквински, написана около 1270 година, не успява да измести Сентенциите по значение до настъпването на XVI век.
Всички водещи средновековни мислители в Западна Европа – от Алберт Велики и Тома Аквински до Уилям Окам и Габриел Биел – се оказват под влияние на това произведение. Дори младият Мартин Лутер пише глоси към него, а Жан Калвин го цитира над сто пъти в своята Институция на християнската религия.
Четирите книги на сентенциите полагат основата, върху която се гради четиривековната схоластична интерпретация на западното християнско учение. Въпреки това самото произведение не е диалектично по природа – то представлява компилация от библейски текстове, съчетани с подходящи откъси от Отците на Църквата и множество средновековни автори. Обхваща практически цялата християнска теология, така както тя се разбира през XII век.
Голямото съчинение на Петър Ломбард стои твърдо в традицията на предсхоластическата библейска екзегеза, подобно на метода на Анселм от Лаон, който преподава чрез цитати от авторитети. То се откроява като първият голям опит да се съберат на едно място тълкувания върху пълния спектър от богословски въпроси, да се подредят систематично и да се опитат да бъдат примирени там, където защитават различни възгледи.
Сентенциите започват с учението за Светата Троица в Книга I, преминават към темата за сътворението в Книга II, разглеждат Христос – спасителя на падналото творение – в Книга III, и завършват с тайнствата, които предават благодатта на Христос, в Книга IV.

## Възгледи
Най-известната и най-спорна доктрина на Петър Ломбард в Сентенциите се появява в Книга I, разлика 17, където той отъждествява любовта (божествената любов, caritas) със Светия Дух. Според това учение, когато християнинът обича Бога и ближния си, самата тази любов буквално е Бог - човекът става причастен на божественото и се въвлича в самия живот на Троицата. Тази идея, в зародишна форма, може да се проследи още в някои изказвания на Августин Блажени (например в De Trinitate 13.7.11). Макар това учение никога официално да не е обявявано за еретическо, малцина богослови се осмеляват да последват Ломбард в тази насока.
Трентският събор обаче може би осъжда тази гледна точка по непряк начин. Католическата енциклопедия отбелязва, че според Събора освещаващата благодат не е просто една от формалните причини на оправданието, а единствената формална причина (unica causa formalis). С това решение Съборът отхвърля мнението на протестанти като Буцер и на някои католически богослови (Гропер, Серапандо и Алберт Пигий), които твърдят, че външното благоволение на Бога също влиза в същността на оправданието. Същото постановление на практика отхвърля и становището на Петър Ломбард, според когото формалната причина на оправданието (т.е. освещаващата благодат) не е нищо друго освен самата личност на Светия Дух – Който е хипостатичната святост и любов, или т.нар. несътворена благодат (gratia increata). Понеже оправданието представлява вътрешно освещение и обновление на духа, формалната му причина трябва да бъде сътворена благодат (gratia creata), т.е. трайно качество и свръхестествено състояние на душата.
В Сентенциите се намира и друга значима доктрина – тази, че бракът е валиден и съвършен чрез взаимно съгласие, дори и без консумация. Това мнение противоречи на възгледа на Грациан, но по-късно получава одобрението на папа Александър III и оказва дълбоко влияние върху църковното разбиране за брака. Ломбард подчертава, че взаимното съгласие между страните е достатъчно, за да създаде неразтрожим брак, и че това съгласие е единствената необходима причина за брака, независимо от сексуалното съжителство.